# Appendicula damusensis
Appendicula damusensis är en orkidéart som beskrevs av Johannes Jacobus Smith. Appendicula damusensis ingår i släktet Appendicula och familjen orkidéer. Inga underarter finns listade i Catalogue of Life.